# Leptomyrina hirundo
Leptomyrina hirundo är en fjärilsart som beskrevs av Hans Daniel Johan Wallengren 1857. Leptomyrina hirundo ingår i släktet Leptomyrina och familjen juvelvingar. Inga underarter finns listade i Catalogue of Life.